# Брајдић Село
Брајдић Село је насељено мјесто у општини Раковица, на Кордуну, у Карловачкој жупанији, Република Хрватска.

## Географија
Брајдић Село се налази око 1,5 км јужно од Раковице.

## Историја
Брајдић Село се од распада Југославије до августа 1995. године налазило у Републици Српској Крајини. До територијалне реорганизације у Хрватској налазио се у саставу бивше велике општине Слуњ.

## Становништво
Према попису становништва из 2011. године, насеље Брајдић Село је имало 82 становника.
| Демографија | Демографија | Демографија |
| Година      | Становника  | Становника  |
| ----------- | ----------- | ----------- |
| 1971.       | 0           |             |
| 1981.       | 0           |             |
| 1991.       | 0           |             |
| 2001.       | 95          |             |
| 2011.       |             | 82          |

- напомене:

Брајдић Село настало издвајањем из насеља Раковица 2001. године. До 1991. године подаци садржани у насељу Раковица.